# Santa Cristina del Páramo
Santa Cristina del Páramo es una localidad española perteneciente al municipio de Laguna Dalga, en la provincia de León, comunidad autónoma de Castilla y León.

## Geografía

### Ubicación
| Noroeste: Laguna Dalga           | Norte: Santa María del Páramo | Noreste: Zuares del Páramo          |
| Oeste: Soguillo del Páramo       |                               | Este: Pobladura de Pelayo García    |
| Suroeste Zambroncinos del Páramo | Sur: Zotes del Páramo         | Sureste: Pobladura de Pelayo García |

## Demografía
Evolución de la población
| Gráfica de evolución demográfica de Santa Cristina del Páramo entre 2000 y 2016 |
|                                                                                 |
| Población de derecho (2000-2016) según el padrón municipal del INE              |